# Nationaal park Sevan
Het Nationaal park Sevan is een nationaal park in Armenië dat is opgericht in 1978 ter bescherming van het Sevanmeer en de omliggende gebieden. Het park valt onder het ministerie van natuurbescherming. Het beheer is gericht op de instandhouding van het gebied.

## Fauna
Hoewel de kennis over de fauna niet uitputtend is, komen in het gebied waarschijnlijk de wolf, jakhals en marter voor en daarnaast verschillende kleine knaagdieren. Er zijn 267 vogelsoorten vastgesteld in het park, waarvan 39 soorten zijn opgenomen op de Armeense  Rode lijst. Er is ook een endemische soort, de  Armeense meeuw (Larus armenicus). 
Het gebied is verder rijk aan amfibieën waaronder de groene pad (Bufo viridis), boomkikker (Hyla arborea schelkownikowi), meerkikker (Rana ridibunda) en Rana macrocnemis.
Verder reptielen zoals de hagedissen Laudakia caucasia, de steppehagedis (Eremias arguta transcaucasica) de zandhagedis (Lacerta agilis brevicaudata), de Kaspische smaragdhagedis (Lacerta strigata) en dan de hazelworm (Anguis fragilis) en de slangensoorten: ringslang (Natrix natrix), dobbelsteenslang (N. tessellata) en de adder Vipera eriwanensis.
In de rivier Masrik komen enkele endemische vissoorten voor zoals een soort zalm Salmo ischchan gegarkuni en de  karperachtige Capoeta capoeta sevangi en de barbeel Barbus goktschaicus. Verschillende vissoorten staan op Rode lijst van Armenië. Het gebied herbergt ook vele ongewervelden, vooral geleedpotigen, weekdieren, schaaldieren en spinnen, waaronder ook weer tientallen endemische soorten.

## Flora
In het park komen 1145 soorten vaatplanten voor, waarvan 23 endemisch en waarvan 17 soorten zijn opgenomen op de Rode Lijst.
Ongeveer 60 kruiden worden gebruikt voor medische doeleinden en ruim 100 zijn eetbaar.

## Toerisme en ander gebruik
Bij Chakvistavi wordt het park toeristisch enigszins ontwikkeld. Hier is een informatiecentrum en verblijfsaccommodatie. Ook zijn er bewegwijzerde wandelroutes.
In de Sovjet-tijd was hier een luchtverdedigingsdivisie gestationeerd. Enkele resten hiervan zijn bewaard.